# 豊田工業大学シカゴ校
豊田工業大学シカゴ校（とよたこうぎょうだいがくシカゴこう、英称: Toyota Technological Institute at Chicago）は、アメリカ合衆国イリノイ州シカゴ市のHyde Parkに位置するシカゴ大学のキャンパス内に本部を置く独立大学院大学である。トヨタ自動車と豊田工業大学からの基金(当初1億500万ドル、現在は2億5500万ドル)に依存する形で、2003年9月に設置された。略称はTTI-C、TTIC、TTI-Chicagoなど。
「情報科学の世界トップレベルの研究と教育」をミッションとしている。コンピューターサイエンスの博士号取得を目的とした生徒を募集し、豊田工業大学から毎年、多くて数人程度の交換留学生も受け入れている。また、TTIC教員による豊田工業大学生への遠隔講義の実施を行っているほか、豊田中央研究所や豊田工業大学などとの共同研究も実施している。
アメリカの主要大学の博士課程と同様に、学生から授業料は徴収せず、stipend(生活費)を支給する。

## 歴史
1999年 - 豊田工業大学にて、米国で情報科学の大学院大学を設立するための検討委員会を設立
2000年 - 新たな大学院大学の場所として、シカゴが選ばれる
2001年 - シカゴ大学のRyerson Physical Laboratory建物内でTTICの運営が開始される
2002年10月 - イリノイ州高等教育局により大学設置認可取得
2002年10月 -  トヨタ自動車から設立基金として500万ドル寄付受領
2003年8月 - イリノイ州高等教育局より学位授与権認可取得
2003年9月 - シカゴ大学のPress Building内でTTICが正式に開学する（豊田達郎理事長・永澤初代学長）
2004年9月 - TTICとして初のPhD学生の受け入れを開始
2009年1月 - シカゴ大学サウスケンウッドビルディングに移転
2010年10月 - 永澤学長が退任し, Stuart Rice暫定学長が就任
2013年4月 - 古井貞熙氏が学長に就任
2019年7月 - Matthew Turk氏が学長となる
2023年11月 - 開学20周年の記念式典をシカゴ市内にて開催

## 研究と教育
研究領域は以下のようなものがある。
- 機械学習
- 計算理論
- 視覚情報処理(コンピュータビジョン)
- 音声および自然言語処理
- 計算生物学
- ロボティクス

## シカゴ大学との関係
TTICはシカゴ大学のキャンパス内に位置しており、シカゴ大学の情報科学専攻とも、深い関わりがある。シカゴ大学の情報科学専攻と授業の相互乗り入れを行っており、TTICの学生はシカゴ大学の、シカゴ大学の学生はTTICの授業を受けて単位を取得することができる。例えば、TTICの教員が行っている「機械学習入門」の講義は、100名以上の受講者がいるが、その95%以上がシカゴ大学の学生で、情報科学だけでなく、ビジネススクールを含めて、いろいろな専門の学生が受講している。逆に、コンピュータアーキテクチャなど、TTICの教員がカバーできない講義については、TTICの学生はシカゴ大学の講義をとることができる。
また、TTICの教員と学生は、シカゴ大学の図書館、運動施設、カフェテリア、キャンパス内バス、学生寮、健康管理センター、キャリアセンターなどのシステムを使用することができる。